# Neun Helden

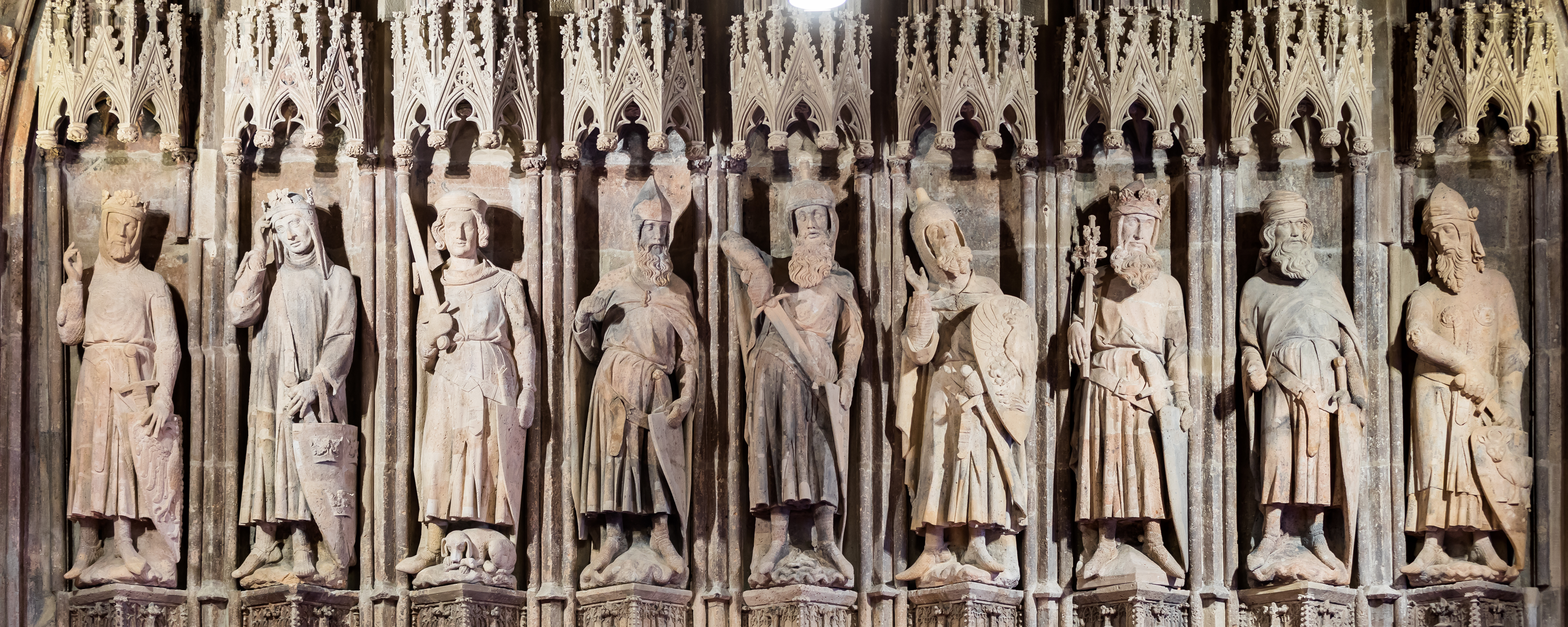
Früheste Darstellung der neun Helden im Hansasaal des Kölner Rathauses. Von links nach rechts: Karl der Große, König Artus, Gottfried von Bouillon, Josua, David, Judas Makkabäus, Julius Caesar, Hektor, Alexander der Große

Neun Helden bezeichnet einen literarischen und kunstgeschichtlichen Topos, der erstmals zu Beginn des 14. Jahrhunderts innerhalb des französischen Versepos „Les Vœux du Paon“ (1312) des lothringischen Dichters Jacques de Longuyon aus dem höfisch-ritterlichen Milieu als eine Liste der idealen Ritter aufgestellt wurde.

## Kanon
Diese Gruppe besteht aus:

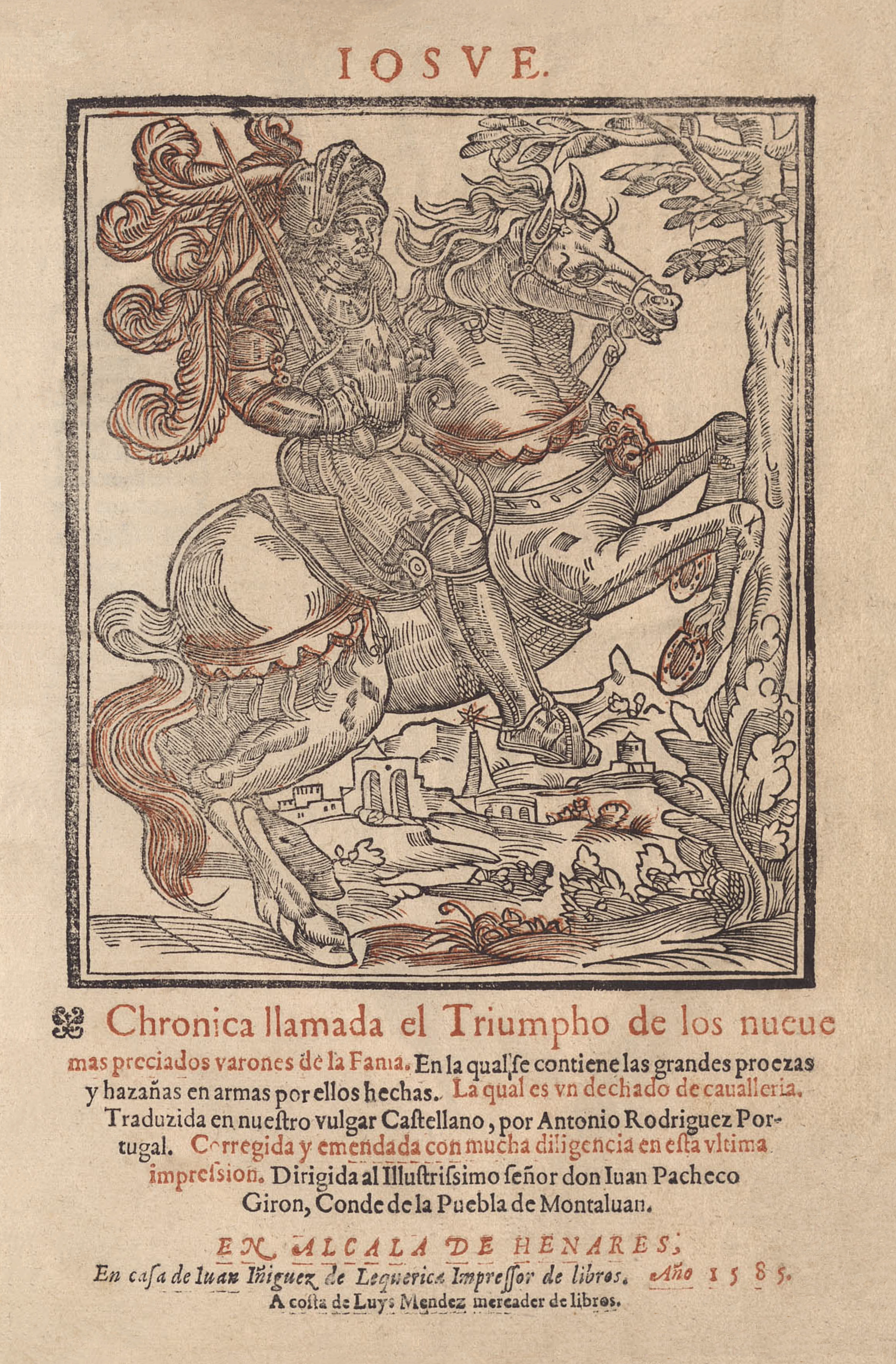
Neun Helden (Alcalá de Henares, 1585).

- drei Vertretern der heidnischen Antike:
  - Hektor von Troja,
  - Alexander dem Großen,
  - Julius Caesar;
- drei Vertretern des Judentums:
  - Judas Makkabäus,
  - David,
  - Prophet Josua;
- drei Vertretern des Christentums:
  - König Artus,
  - Karl dem Großen,
  - Gottfried von Bouillon.

## Motivgeschichte
Die neun Helden zogen als kunstgeschichtliches Motiv europaweit in die Rathäuser und Amtsstuben ein, um die Ratsherren bzw. Amtsträger zu einer „guten Regierung“ zu ermahnen (zeittypische Rathausikonographie). Im Kölner Rathaus ist die früheste Darstellung der Neun Helden im deutschsprachigen Raum angebracht: Neun überlebensgroße Steinskulpturen in gotischem Fialwerk schmücken an der südlichen Schmalwand den prächtigen gotischen Prunksaal (Hansasaal). Der um 1385–96 vom Parlier und Steinmetz Heinrich Beheim erbaute Schöne Brunnen in Nürnberg zeigt die neun Helden im Kontext der Philosophie, der sieben freien Künste, der vier Evangelisten, vier Kirchenväter, sieben Kurfürsten, des Moses und weiterer sieben Propheten (Originalteile im Germanischen Nationalmuseum Nürnberg).
Den Neun-Helden-Zyklus zeigt des Weiteren ein einzigartiges Lüneburger Glasfenster in der so genannten Gerichtslaube im Rathaus (um 1410 entstanden). Im schweizerischen Misery (Kanton Freiburg) wurde um 1478 ein Zyklus großflächig im Herrenhaus auf die Wand gemalt. Nur noch fünf statt neun Helden weist der Bildteppich des Historischen Museums Basel auf (um 1490). Er zeigt, dass ritterliche Vorstellungen in die städtische Kultur transportiert wurden. Eine berühmte Stichserie ist aus der Hand des Augsburger Künstlers Hans Burgkmair überliefert (1516).
Als weibliches Pendant finden sich die Neun Heldinnen: so die lebensgroßen französisierten Porträts der Neun Heldinnen in Begleitung von Neun Helden im Baronsaal des Schlosses von Manta in Saluzzo (Piemont) mit ihren bekannten Fabelwappen (Fabelheraldik) oder in der Maison Kammerzell, einem schönen Straßburger Fachwerkhaus, dessen Schnitzwerk entlang der Fenster und Eckpfosten an der Fassade zum Münster an der Westseite neben Musikanten auch die Neun Helden und Heldinnen zeigt.